# Program polityczny
Program polityczny – zbiór celów i zamierzeń partii i ruchów społecznych, organów władzy i administracji państwowej oraz jednostek i grup społecznych, które chcą zdobyć władzę lub uzyskać na nią wpływ. Tworzy pewien system warunkujących się i planowych działań. Jako wyraz interesów politycznych stanowi sposób komunikacji pomiędzy podmiotami polityki.
Jest to konkretyzacja doktryny politycznej, która z kolei jest konkretyzacją ideologii lub stylu politycznego myślenia. Program polityczny przenosi doktrynę i ideologię na grunt praktyki politycznej. Podobnie jak w ich przypadku zawiera pewne deklaracje trudne lub wręcz niemożliwe do spełnienia.
Na ogół przyjmuje formę dokumentu, w którym autorzy informują:
- co zamierzają zrobić,
- kiedy chcą to zrealizować,
- dlaczego chcą to zrealizować.

Nie zawiera szczegółowych danych dotyczących na przykład dnia realizacji, nazwiska wykonawcy, a także konkretnej kwoty potrzebnej do wykonania zadania.
Program polityczny jest z reguły tworzony przez partie polityczne, ale może być także wytworem ruchów społecznych, komitetów wyborczych, think tanków czy też pojedynczych osób.
Jest skierowany zarówno do członków danej organizacji jak i innych odbiorców, w których widzi się potencjalną grupę popierającą go i dokonującą politycznych wyborów w myśl jego postanowień.